# 羊者窝站
羊者窝站是位于中华人民共和国云南省曲靖市罗平县罗雄街道羊者窝村的一个铁路车站，建于1997年，目前为五等站，隶属中国铁路昆明局集团管辖，西距昆明站223公里，东距威舍站85公里，南宁站605公里。该站仅办理昆明站与红果站间普慢列车的旅客乘降；不办理货运业务。